# William Onyeabor
William Ezechukwu Onyeabor (Enugu, 26 marzo 1946 – Enugu, 16 gennaio 2017) è stato un musicista e cantante nigeriano.
Musicista della cui vita privata e di cui le origini si sa poco, è considerato tra i pionieri della musica electro funk africana e dell'afro beat, definito come la risposta nigeriana alla music synth pop e new wave occidentale.

## Biografia
Cantante, tastierista e produttore discografico è stato attivo discograficamente tra gli la fine degli anni settanta e l'inizio degli anni ottanta. Durante questo lasso di tempo, ha pubblicato otto album discografici.
Fu riscoperto nel 2001, quando il suo brano Better Change Your Mind fu incluso nella raccolta Nigeria 70: The Definitive Story of 1970's Funky Lagos, pubblicata dalla Strut Records. Nello stesso periodo, i discografici della Strut John Armstrong e Quinton Scott raccontarono di aver intercettato la sua produzione negli anni settanta in Unione Sovietica, dove l'artista si era trasferito presumibilmente per compiere studi da cineasta, poi sfociati nella carriera musicale; i suoi dischi furono pubblicati dall'etichetta discografica Wilfilms, inizialmente creata come casa di produzione cinematografica ma poi destinata alla sua produzione musicale. I brani erano caratterizzati dall'uso di drum machine, sintetizzatori e tastiere; intanto Better Change Your Mind fu inserita nel terzo volume della serie World Psychedelic Classics intitolato Love's a Real Thing, pubblicato dalla Luaka Bop (2005).
Nel 2008, la stessa Luaka Bop ingaggiò il blogger Uchenna Ikonne per andare a ricerca l'artista, del quale si erano smarrite le tracce dalla metà degli anni ottanta, con l'intento di ottenere i diritti per realizzare una antologia della sua produzione. Andato a Enugu, città natale dell'artista, dopo ben nove mesi di ricerche riuscì a trovere Onyeabor, nel frattempo diventato ministro di una chiesa evangelica nella sua città d'origine, che solo dopo due anni concedette i diritti discografici delle sue opere negando però qualsiasi intervista o commenti riguardanti la sua passata carriera musicale, non concedendo nemmeno fotografie né contemponanee né passate. Il lavoro di ricerca della Luaka Bop culminò quindi con la pubblicazione della raccolta Who Is William Onyeabor?, pubblicato nell'ottobre 2013 e apprezzato particolarmente dalla critica.
L'anno successivo, l'etichetta discografica ha pubblicato inoltre un cofanetto contenente tutti gli otto album dell'artista, sia in versione cd che in vinile, che ottenne ottimi riscontri da parte della critica. Sempre nel 2014 fu realizzato un altro album discografico intitolato Whats?!, contenente remix e cover di brani già editi, tra cui una versione di Atomic Bomb realizzata dagli Hot Chip. Il sito musicale Noisy, inoltre, realizzò un breve film documentario dedicato alla sua vita.
Nello stesso periodo, David Byrne creò un supergruppo chiamato Atomic Bomb! Band da lui composto insieme a, tra gli altri, Money Mark dei Beastie Boys, Alexis Taylor degli Hot Chip, Pat Mahoney degli LCD Soundsystem, Kele Okereke dei Bloc Party, Dev Hynes e Joshua Redman, insieme ai quali ha eseguito come tribute band diversi pezzi del repertorio di Onyeabor. Insieme, si sono esibiti in televisione al Tonight Show with Jimmy Fallon e in diverse città come New York, Los Angeles, Londra e Copenaghen. L'attenzione mediatica creata da questi eventi portarono l'artista a concedere un'intervista radiofonica nel dicembre 2014 a BBC Radio 6 Music alla conduttrice Lauren Laverne, alla quale dichiarò di "aver solo creato musica che aiuterà il mondo" e di aver intenzione di proseguire realizzare nuove produzioni musicali.
Tramite la Luaka Bop, è arrivata la notizia del decesso dell'artista avvenuta a Enugu il 16 gennaio 2017.

## Discografia parziale

### Album
- 1977 - Crashes in Love (Riedito in una nuova versione nel 1982)
- 1978 - Atomic Bomb
- 1979 - Tomorrow
- 1980 - Body & Soul
- 1981 - Great Lover
- 1982 - Hypertension
- 1983 - Good Name
- 1985 - Anything You Sow

### Raccolte
- 2013 - Who Is William Onyeabor?

### Album di remix
- 2014 - What?